# Cerynea ovata
Cerynea ovata är en fjärilsart som beskrevs av Emilio Berio 1976/77. Cerynea ovata ingår i släktet Cerynea och familjen nattflyn. Inga underarter finns listade i Catalogue of Life.